# Nidularium cariacicaense
Nidularium cariacicaense är en gräsväxtart som först beskrevs av Wilhelm Weber, och fick sitt nu gällande namn av Elton Martinez Carvalho Leme. Nidularium cariacicaense ingår i släktet Nidularium och familjen Bromeliaceae. Inga underarter finns listade i Catalogue of Life.